# Nekrolog 1. Quartal 1986
Nekrolog
◄◄
| ◄
| 1982
| 1983
| 1984
| 1985
| 1986 | 1987 | 1988 | 1989 | 1990 | ► | ►►
1. Quartal |
2. Quartal |
3. Quartal |
4. Quartal 1986
Weitere Ereignisse | Allgemeiner Nekrolog 1986
Die Beschreibung der verstorbenen Person sollte so kurz wie möglich gehalten sein und nur deren signifikante Tätigkeit(en) enthalten.
Neue Namen ggf. auch unter dem Geburts- und Sterbedatum, also etwa unter 1. Januar und im Geburts- und Sterbejahr (2024) eintragen (nur bei entsprechender großer Wichtigkeit). Für Beispiele siehe die schon vorhandenen Artikel.
Außerdem über die fünf zuletzt Verstorbenen, zu denen es einen ausreichend guten Artikel für eine Präsentation auf der Hauptseite gibt, nach der todesbedingten Überarbeitung der Artikel ggf. auch unter Wikipedia Diskussion:Hauptseite informieren und sie am besten auch in den anderen Wikipedia-Sprachversionen eintragen. Tipp: Regelmäßig bei news.google.de nach „ist tot“, „gestorben“ oder „verstorben“ suchen.
Wenn eine Person gestorben ist, gibt es viele Seiten zu dieser Person in der Wikipedia, die davon auch betroffen sind und entsprechend aktualisiert werden müssen. Beispiele: Namenübersichtsseite, Geburtsjahr, Geburtsort-Seiten und viele mehr.
Wie finde ich die betroffenen Seiten?
Im Suchfeld auf der linken Seite gibt man den Suchbegriff so ein: „Vorname Nachname“. Dann klickt man auf Volltext und alle Seiten mit entsprechendem Suchtext werden aufgerufen. Hier sieht man dann schnell, wo auch das Todesjahr Sinn macht oder sogar ein Teil des Artikels angepasst werden muss. Auch hilft das „Werkzeug“ auf der linken Seite sehr gut, um solche Seiten aufzufinden: „Links auf diese Seite“. Somit ist die Wikipedia wieder aktuell in allen Bereichen! Hinweis: bei Eintragung der Kategorie „Gestorben JAHR“ wird der Missbrauchsfilter 49 ausgelöst, was jedoch nicht schlimm ist. Siehe: Spezial:Missbrauchsfilter/49
Dies ist eine Liste von im ersten Quartal 1986 verstorbenen bekannten Persönlichkeiten. Die Einträge erfolgen innerhalb der einzelnen Daten alphabetisch sortiert. Tiere sind im Nekrolog für Tiere zu finden.

## Januar
| Tag        | Name                           | Beruf, bekannt als                                                                                              | Alter | Beleg |
| ---------- | ------------------------------ | --- | ----- | ----- |
| 1. Januar  | David Cecil                    | britischer Schriftsteller                                                                                       | 83    |       |
| 1. Januar  | Emmet Lavery                   | US-amerikanischer Dramatiker und Drehbuchautor                                                                  | 83    |       |
| 1. Januar  | Klaas van Nek                  | niederländischer Radrennfahrer                                                                                  | 86    |       |
| 1. Januar  | Ortrud Schaale                 | deutsche Lehrerin auf den Azoren                                                                                | 71    |       |
| 1. Januar  | Richard Schmid                 | deutscher Jurist, Politiker und Widerstandskämpfer gegen den Nationalsozialismus                                | 86    |       |
| 1. Januar  | Herbert Uebermuth              | deutscher Chirurg und Hochschullehrer                                                                           | 84    |       |
| 1. Januar  | Henri de Wolf                  | niederländischer Künstler                                                                                       | 47    |       |
| 2. Januar  | Leo Bensemann                  | neuseeländischer Maler, Zeichner, Illustrator, Typograph, Herausgeber und Kunstförderer                         | 73    |       |
| 2. Januar  | John Chenoweth                 | US-amerikanischer Politiker                                                                                     | 88    |       |
| 2. Januar  | Aurèle Joliat                  | kanadischer Eishockeyspieler                                                                                    | 84    |       |
| 2. Januar  | Herb Magidson                  | US-amerikanischer Liedtexter                                                                                    | 79    |       |
| 2. Januar  | Una Merkel                     | US-amerikanische Schauspielerin                                                                                 | 82    |       |
| 2. Januar  | Luka Palamartschuk             | ukrainisch-sowjetischer Diplomat und Politiker                                                                  | 79    |       |
| 2. Januar  | Benny Payne                    | US-amerikanischer Jazzmusiker                                                                                   | 78    |       |
| 2. Januar  | Uladsimir Tarassewitsch        | weißrussischer Titularbischof von Mariamme, Apostolischer Visitator                                             | 64    |       |
| 3. Januar  | Hans Fryba                     | österreichischer Kontrabassist und Komponist                                                                    | 86    |       |
| 3. Januar  | Clare W. Graves                | US-amerikanischer Psychologe, Begründer der Ebenentheorie der Persönlichkeitsentwicklung                        | 71    |       |
| 3. Januar  | Georg Krause                   | deutscher Kameramann                                                                                            | 84    |       |
| 3. Januar  | Hans Wenk                      | deutscher Pflanzenzüchter                                                                                       | 95    |       |
| 3. Januar  | Jean Zumbach                   | Schweizer Jagdflieger und Söldner                                                                               | 70    |       |
| 4. Januar  | Jan Huges                      | niederländischer Ruderer                                                                                        | 81    |       |
| 4. Januar  | Christopher Isherwood          | britisch-amerikanischer Schriftsteller                                                                          | 81    |       |
| 4. Januar  | Phil Lynott                    | irischer Rockbassist, Sänger und Songwriter                                                                     | 36    |       |
| 4. Januar  | Jean Mallion                   | französischer Romanist und Literaturwissenschaftler                                                             | 82    |       |
| 4. Januar  | Lisi Mangold                   | Schweizer Schauspielerin                                                                                        | 35    |       |
| 4. Januar  | Alfons Müller-Wipperfürth      | deutscher Textilfabrikant                                                                                       | 74    |       |
| 5. Januar  | Franz Delheid                  | deutscher Politiker (CDU)                                                                                       | 73    |       |
| 5. Januar  | Joseph Vincent DiVarco         | US-amerikanischer Mobster in Chicago                                                                            | 74    |       |
| 5. Januar  | Christian Isbert               | deutscher Lebensberater, Graphologe, Astrologe, Lektor und Übersetzer                                           | 56    |       |
| 5. Januar  | Ilmari Salminen                | finnischer Langstreckenläufer                                                                                   | 83    |       |
| 6. Januar  | Jan Halle                      | niederländischer Fußballspieler                                                                                 | 82    |       |
| 6. Januar  | Kurt Mattick                   | deutscher Politiker (SPD), MdB, MdA                                                                             | 77    |       |
| 6. Januar  | Wolfgang Müller                | deutscher Offizier der Wehrmacht und Widerstandskämpfer                                                         | 84    |       |
| 6. Januar  | Fernand Oubradous              | französischer Komponist, Fagottist und Musikpädagoge                                                            | 82    |       |
| 6. Januar  | Hanns Schloß                   | deutscher Ingenieur und Politiker (FDP/DVP), MdL, MdB                                                           | 82    |       |
| 6. Januar  | James E. Van Zandt             | US-amerikanischer Politiker                                                                                     | 87    |       |
| 7. Januar  | Rosa Benesch-Hennig            | österreichische Malerin                                                                                         | 82    |       |
| 7. Januar  | Rudolf Frieling                | deutscher Priester und Anthroposoph                                                                             | 84    |       |
| 7. Januar  | Wilhelm Herschel               | deutscher Jurist                                                                                                | 90    |       |
| 7. Januar  | Cornelius Marten Mellema       | niederländischer Komponist                                                                                      | 74    |       |
| 7. Januar  | Karl Plomin                    | deutscher Gartenarchitekt                                                                                       | 82    |       |
| 7. Januar  | Juan Rulfo                     | mexikanischer Schriftsteller                                                                                    | 68    |       |
| 7. Januar  | Gerhard Weiss                  | deutscher Politiker (SED), MdV                                                                                  | 66    |       |
| 8. Januar  | Gunter Böhmer                  | deutscher Maler und Illustrator                                                                                 | 74    |       |
| 8. Januar  | Heinz Brandt                   | kommunistischer Widerstandskämpfer gegen den Nationalsozialismus und SED-Funktionär                             | 76    |       |
| 8. Januar  | Pierre Fournier                | französischer Cellist                                                                                           | 79    |       |
| 8. Januar  | Hans Wolfgang Kohlschütter     | deutscher Chemiker                                                                                              | 83    |       |
| 8. Januar  | Neil Nicholas Savaryn          | ukrainischer Geistlicher, Bischof von Edmonton                                                                  | 80    |       |
| 8. Januar  | Hans Schmitz                   | deutscher Politiker (CDU), MdB                                                                                  | 89    |       |
| 9. Januar  | Michel de Certeau              | französischer Jesuit, Psychoanalytiker, Historiker und Kulturphilosoph                                          | 60    |       |
| 9. Januar  | Ernst Scheel                   | deutscher Fotograf                                                                                              | 83    |       |
| 9. Januar  | Helga Wex                      | deutsche Politikerin (CDU), MdB                                                                                 | 61    |       |
| 10. Januar | Ernst Angel                    | österreichisch-amerikanischer Dichter, Schriftsteller, Theater- und Filmkritiker, Drehbuchautor, Filmregisseur  | 91    |       |
| 10. Januar | Werner Augustiner              | österreichischer Maler                                                                                          | 63    |       |
| 10. Januar | Moritz Daublebsky-Sterneck     | österreichischer Gerechter unter den Völkern                                                                    | 73    |       |
| 10. Januar | Joe Farrell                    | US-amerikanischer Jazz-Saxophonist und Flötist                                                                  | 48    |       |
| 10. Januar | Emil Forrer                    | Schweizer Assyriologe, Altertumskundler und Hethitologe                                                         | 91    |       |
| 10. Januar | Eta Harich-Schneider           | deutsche Cembalistin, Musikwissenschaftlerin und Japanologin                                                    | 88    |       |
| 10. Januar | Ernst Lehner                   | deutscher Fußballspieler                                                                                        | 73    |       |
| 10. Januar | Jaroslav Seifert               | tschechischer Schriftsteller                                                                                    | 84    |       |
| 11. Januar | Henry Friendly                 | US-amerikanischer Jurist                                                                                        | 82    |       |
| 11. Januar | Roger Hagnauer                 | französischer Lehrer und Pazifist                                                                               | 84    |       |
| 11. Januar | Heinrich Härtle                | nationalsozialistischer Ideologe, Holocaustleugner und rechtsextremer Publizist                                 | 76    |       |
| 11. Januar | Elisabeth Hecker               | deutsche Ärztin und Euthanasietäterin                                                                           | 90    |       |
| 11. Januar | Heinz Plumanns                 | deutscher Schwimmer                                                                                             | 83    |       |
| 11. Januar | Henri-Charles Puech            | französischer Religionshistoriker                                                                               | 83    |       |
| 11. Januar | Bernhard Roßhoff               | deutscher Politiker (CDU), MdL                                                                                  | 77    |       |
| 11. Januar | Roger Trinquier                | französischer Offizier, der in den Kriegen in Indochina und Algerien als Folterer in Theorie und Praxis wirkte  | 77    |       |
| 12. Januar | Marcel Arland                  | französischer Schriftsteller und Literaturkritiker                                                              | 86    |       |
| 12. Januar | Piotr Biegański                | polnischer Architekt                                                                                            | 80    |       |
| 12. Januar | Ludwig Biermann                | deutscher Physiker                                                                                              | 78    |       |
| 12. Januar | Peter Boeker                   | deutscher Pflanzenbau- und Grünlandwissenschaftler                                                              | 69    |       |
| 12. Januar | Juan Carlos Corazzo            | uruguayischer Fußballtrainer                                                                                    | 78    |       |
| 12. Januar | Bob Kaufman                    | US-amerikanischer Beat-Poet                                                                                     | 60    |       |
| 12. Januar | Lars Leksell                   | schwedischer Neurochirurg                                                                                       | 78    |       |
| 13. Januar | Alberto Abdala                 | uruguayischer Politiker                                                                                         | 65    |       |
| 13. Januar | Paul Falkenberg                | deutsch-amerikanischer Filmeditor und Dokumentarfilmer                                                          | 82    |       |
| 13. Januar | Jacqueline Groag               | österreichisch-englische Kunsthandwerkerin und Designerin                                                       | 82    |       |
| 13. Januar | Abd al-Fattah Ismail           | jemenitischer Politiker (Jemenitische Sozialistische Partei), Präsident des Südjemen (1978–1980)                | 46    |       |
| 13. Januar | Jenny Jaeger                   | russische Jongleuse                                                                                             | 76    |       |
| 13. Januar | Wilhelm Kunst                  | deutscher Holzbildhauer                                                                                         | 76    |       |
| 13. Januar | Hannes Lührsen                 | deutscher Architekt                                                                                             | 78    |       |
| 13. Januar | Carl Borro Schwerla            | deutscher Autor, Journalist und Regisseur                                                                       | 82    |       |
| 14. Januar | François-Xavier Bagnoud        | Schweizer Pilot                                                                                                 | 24    |       |
| 14. Januar | Daniel Balavoine               | französischer Sänger                                                                                            | 33    |       |
| 14. Januar | Johann Knöchel                 | deutscher Politiker (KPD, SED), MdR                                                                             | 82    |       |
| 14. Januar | Rikkat Kunt                    | türkische Illuminatorin und Kalligraphin                                                                        | 82    |       |
| 14. Januar | Donna Reed                     | US-amerikanische Schauspielerin                                                                                 | 64    |       |
| 14. Januar | Thierry Sabine                 | französischer Motorradrennfahrer und Gründer der Rallye Dakar                                                   | 36    |       |
| 14. Januar | Walerian Alexandrowitsch Sorin | sowjetischer Diplomat                                                                                           | 84    |       |
| 14. Januar | Robert Trösch                  | Schweizer Schauspieler und Regisseur in der DDR                                                                 | 74    |       |
| 15. Januar | Lamar Boren                    | US-amerikanischer Unterwasser-Kameramann                                                                        | 68    |       |
| 15. Januar | Jean Cassou                    | französischer Schriftsteller, Kunsthistoriker und Übersetzer                                                    | 88    |       |
| 15. Januar | Jim Crowley                    | US-amerikanischer Footballspieler, -trainer und -funktionär                                                     | 83    |       |
| 15. Januar | Emil Hasler                    | deutscher Szenenbildner                                                                                         | 84    |       |
| 15. Januar | Bruno Liebrucks                | deutscher Philosoph                                                                                             | 74    |       |
| 15. Januar | Anni Rehborn                   | deutsche Schwimmsportlerin                                                                                      | 81    |       |
| 15. Januar | Hans Weber                     | deutscher Politiker (KPD)                                                                                       | 90    |       |
| 16. Januar | Eduard Götzl                   | deutscher Politiker (SED), MdV                                                                                  | 64    |       |
| 16. Januar | Eugen Ray                      | deutscher Leichtathlet und Olympiateilnehmer                                                                    | 28    |       |
| 16. Januar | Berthold Spangenberg           | deutscher Verleger                                                                                              | 69    |       |
| 16. Januar | Stjepan Šulek                  | kroatischer Komponist und Dirigent                                                                              | 71    |       |
| 16. Januar | Umehara Ryūzaburō              | japanischer Maler                                                                                               | 97    |       |
| 17. Januar | Eugen Dietschi                 | Schweizer Journalist und Politiker (FDP)                                                                        | 90    |       |
| 17. Januar | Stephan Fischer                | österreichischer Politiker (ÖVP), Landtagsabgeordneter zum Vorarlberger Landtag                                 | 64    |       |
| 17. Januar | Eberhard Kessel                | deutscher Historiker                                                                                            | 78    |       |
| 17. Januar | Reinhard Lullies               | deutscher klassischer Archäologe                                                                                | 78    |       |
| 17. Januar | A. C. Narayanan Nambiar        | indischer Journalist und Diplomat                                                                               | 89    |       |
| 17. Januar | Leopold Popper-Podhragy        | österreichischer Privatbankier                                                                                  | 99    |       |
| 17. Januar | Donovan Reginald Rosevear      | britischer Forstverwalter und Mammaloge                                                                         | 85    |       |
| 17. Januar | Walter Schindler               | britischer Gruppenanalytiker deutscher Herkunft                                                                 | 89    |       |
| 17. Januar | Hermann Wenninger              | deutscher Regisseur                                                                                             | 78    |       |
| 18. Januar | Gerhard Friedrich              | deutscher evangelischer Theologe                                                                                | 77    |       |
| 18. Januar | Armand Melly                   | Schweizer Politiker (FDP)                                                                                       | 103   |       |
| 18. Januar | Franz Moraller                 | deutscher Journalist und Politiker (NSDAP), MdR                                                                 | 82    |       |
| 18. Januar | Edmundo Rivero                 | argentinischer Tangosänger                                                                                      | 74    |       |
| 18. Januar | Brigitte Schiffer              | deutsche Komponistin, Musikethnologin und Musikkritikerin                                                       | 76    |       |
| 19. Januar | Ingeborg Bukor                 | deutsche Bildhauerin                                                                                            | 60    |       |
| 19. Januar | Gérard Caron                   | kanadischer Organist und Pianist                                                                                | 69    |       |
| 19. Januar | Ignatius Salvador D’Souza      | indischer Geistlicher, Bischof von Baroda                                                                       | 73    |       |
| 19. Januar | Sammy Drechsel                 | deutscher Journalist und Sportreporter                                                                          | 60    |       |
| 19. Januar | Christine Heuer                | deutsch-österreichische Künstlerin                                                                              | 51    |       |
| 19. Januar | Jón Helgason                   | isländischer Philologe und Lyriker                                                                              | 86    |       |
| 19. Januar | Rudolf Karasek                 | deutsch-böhmischer Maler                                                                                        | 90    |       |
| 19. Januar | Leo Kowalski                   | deutscher Komponist und Pianist                                                                                 | 74    |       |
| 19. Januar | Antonio Salvo                  | italienischer Geschäftsmann und Mafiaboss                                                                       | 56    |       |
| 19. Januar | Hans Hartvig Seedorff Pedersen | dänischer Lyriker                                                                                               | 93    |       |
| 19. Januar | Ernesto Sestan                 | italienischer Historiker                                                                                        | 87    |       |
| 19. Januar | Enrique Tierno Galván          | spanischer Politologe, Soziologe, Jurist und Schriftsteller                                                     | 67    |       |
| 20. Januar | Philippe Bono                  | französischer Radrennfahrer                                                                                     | 76    |       |
| 20. Januar | Karl Gleu                      | deutscher Chemiker                                                                                              | 84    |       |
| 20. Januar | Louis Hartz                    | US-amerikanischer Politikwissenschaftler, Historiker und Hochschullehrer                                        | 66    |       |
| 20. Januar | Franz Kemser                   | deutscher Bobfahrer                                                                                             | 75    |       |
| 20. Januar | Hans Kinder                    | deutscher Maler                                                                                                 | 85    |       |
| 20. Januar | Albert Klusmann                | deutscher Politiker (SPD), MdL                                                                                  | 71    |       |
| 20. Januar | Grace E. Pickford              | britisch-amerikanische Biologin und Hochschullehrerin                                                           | 83    |       |
| 20. Januar | Friedrich Wolf                 | deutscher Chemiker                                                                                              | 65    |       |
| 21. Januar | Tatsumi Hijikata               | japanischer Butō-Tänzer                                                                                         | 57    |       |
| 21. Januar | Günther Pape                   | deutscher Offizier, General der Wehrmacht und Bundeswehr                                                        | 78    |       |
| 21. Januar | Baby Ray                       | US-amerikanischer American-Football-Spieler                                                                     | 71    |       |
| 21. Januar | Erich Stehn                    | deutscher Politiker (CDU), MdL                                                                                  | 65    |       |
| 21. Januar | Anders Törnkvist               | schwedischer Skilangläufer                                                                                      | 65    |       |
| 22. Januar | Ilse Fromm-Michaels            | deutsche Komponistin und Pianistin                                                                              | 97    |       |
| 22. Januar | Roland Minkowitsch             | österreichischer Politiker (ÖVP)                                                                                | 66    |       |
| 22. Januar | Wilhelm Pluta                  | katholischer Geistlicher, Bischof von Grünberg-Landsberg an der Warthe                                          | 76    |       |
| 22. Januar | Wilfried Sarrazin              | deutscher Botschafter                                                                                           | 75    |       |
| 23. Januar | Walter Berchtold               | Schweizer Manager und Luftfahrtpionier                                                                          | 79    |       |
| 23. Januar | Joseph Beuys                   | deutscher Aktionskünstler, Bildhauer, Zeichner, Kunsttheoretiker und Professor an der Kunstakademie Düsseldorf  | 64    |       |
| 23. Januar | Trude Engelsberger-Drioli      | österreichische Malerin, Collagistin und Grafikerin                                                             | 65    |       |
| 23. Januar | Ingeborg Johansen              | dänische Autorin                                                                                                | 89    |       |
| 23. Januar | Yvonne Lefébure                | französische Pianistin                                                                                          | 87    |       |
| 23. Januar | Marcel Pujalte                 | französischer Fußballspieler                                                                                    | 65    |       |
| 23. Januar | Juri Michailowitsch Swirin     | sowjetischer Theater- und Film-Schauspieler sowie Bühnenautor                                                   | 85    |       |
| 23. Januar | Willard Van Dyke               | US-amerikanischer Fotograf und Filmemacher                                                                      | 79    |       |
| 24. Januar | Emerson LeRoy Cummings         | US-amerikanischer Generalleutnant                                                                               | 83    |       |
| 24. Januar | L. Ron Hubbard                 | US-amerikanischer Gründer von Scientology                                                                       | 74    |       |
| 24. Januar | Flo Hyman                      | US-amerikanische Volleyballspielerin                                                                            | 31    |       |
| 24. Januar | Inada Masazumi                 | japanischer General                                                                                             | 89    |       |
| 24. Januar | Günther Kretzschmar            | deutscher Komponist                                                                                             | 56    |       |
| 24. Januar | Eberhard Leibnitz              | deutscher Chemiker und Hochschullehrer                                                                          | 75    |       |
| 24. Januar | Gordon MacRae                  | US-amerikanischer Sänger und Schauspieler                                                                       | 64    |       |
| 24. Januar | Fritz Modrow                   | deutscher Maler                                                                                                 |       |       |
| 24. Januar | Hans Rau                       | deutscher Malermeister und Politiker (CSU), MdL Bayern                                                          | 69    |       |
| 24. Januar | Alfred Schlemm                 | deutscher Offizier, zuletzt General der Fallschirmtruppe im Zweiten Weltkrieg                                   | 91    |       |
| 24. Januar | Leopold Szondi                 | ungarischer Mediziner und Psychologe                                                                            | 92    |       |
| 24. Januar | Taoka Fumiko                   | japanische Leiterin von Yamaguchi-gumi                                                                          |       |       |
| 25. Januar | Heinrich Bacht                 | deutscher katholischer Theologe und Jesuit                                                                      | 75    |       |
| 25. Januar | Gunnar Bergh                   | schwedischer Leichtathlet                                                                                       | 76    |       |
| 25. Januar | Albert Grossman                | US-amerikanischer Musikproduzent                                                                                | 59    |       |
| 25. Januar | Erwin Hartung                  | deutscher Refrainsänger, Schauspieler                                                                           | 84    |       |
| 25. Januar | Alfred Huber                   | deutscher Fußballspieler                                                                                        | 75    |       |
| 25. Januar | Josef Kammhuber                | deutscher Militär, Oberst der Luftwaffe im Dritten Reich und General der Luftwaffe der Bundeswehr               | 89    |       |
| 25. Januar | Ernst Schnabel                 | deutscher Schriftsteller                                                                                        | 72    |       |
| 25. Januar | George Hunt Williamson         | US-amerikanischer Autor, Ufologe und Vertreter der Prä-Astronautik                                              | 59    |       |
| 26. Januar | Gertrud Lendorff               | Schweizer Kunsthistorikerin und Schriftstellerin                                                                | 85    |       |
| 26. Januar | Nicholas Moore                 | englischer Dichter                                                                                              | 67    |       |
| 27. Januar | Nikhil Banerjee                | indischer Sitarspieler                                                                                          | 54    |       |
| 27. Januar | Arthur Llewellyn Basham        | britischer Indologe und Historiker                                                                              | 71    |       |
| 27. Januar | Maurus Berve                   | deutscher Benediktiner und Abt der Abtei Neuburg bei Heidelberg                                                 | 59    |       |
| 27. Januar | Arthur H. Landis               | US-amerikanischer Schriftsteller                                                                                | 68    |       |
| 27. Januar | Truman H. Landon               | US-amerikanischer Offizier, General der US Air Force                                                            | 80    |       |
| 27. Januar | Lilli Palmer                   | deutsche Schauspielerin                                                                                         | 71    |       |
| 27. Januar | Louis van Son                  | niederländischer Wirtschaftsmanager und Politiker                                                               | 63    |       |
| 28. Januar | Aloys Brinkmann                | deutscher Forstmann und Naturschützer                                                                           | 87    |       |
| 28. Januar | Hildegard Dörge-Schröder       | deutsche Architektin                                                                                            | 84    |       |
| 28. Januar | Gregory Bruce Jarvis           | US-amerikanischer Astronaut                                                                                     | 41    |       |
| 28. Januar | Horace Lapp                    | kanadischer Pianist, Organist, Dirigent und Komponist                                                           | 81    |       |
| 28. Januar | Christa McAuliffe              | US-amerikanische Lehrerin und Astronautin                                                                       | 37    |       |
| 28. Januar | Ronald McNair                  | US-amerikanischer Astronaut                                                                                     | 35    |       |
| 28. Januar | James Edward Moore             | US-amerikanischer Vier-Sterne-General                                                                           | 83    |       |
| 28. Januar | Ellison Shoji Onizuka          | US-amerikanischer Astronaut                                                                                     | 39    |       |
| 28. Januar | Judith Resnik                  | US-amerikanische Astronautin, die in der Space Shuttle Challenger-Explosion während des Starts von Mission S... | 36    |       |
| 28. Januar | Allen Saunders                 | US-amerikanischer Comicautor und -zeichner                                                                      |       |       |
| 28. Januar | Francis Richard Scobee         | US-amerikanischer Astronaut                                                                                     | 46    |       |
| 28. Januar | Michael John Smith             | US-amerikanischer Astronaut                                                                                     | 40    |       |
| 29. Januar | Everett Barksdale              | US-amerikanischer Jazzgitarrist                                                                                 | 75    |       |
| 29. Januar | Albert Birkle                  | deutscher Maler                                                                                                 | 85    |       |
| 29. Januar | Ernest Chambers                | britischer Radrennfahrer                                                                                        | 77    |       |
| 29. Januar | Leif Erickson                  | US-amerikanischer Schauspieler                                                                                  | 74    |       |
| 29. Januar | Erich Hufendiek                | deutscher Studienkomponist                                                                                      | 75    |       |
| 29. Januar | Jörg Mauthe                    | österreichischer Journalist, Schriftsteller und Politiker, Landtagsabgeordneter                                 | 61    |       |
| 29. Januar | Manfred Metzger                | Schweizer Segler                                                                                                | 80    |       |
| 29. Januar | Karl Pülzl                     | österreichischer Politiker (SPÖ), Landtagsabgeordneter                                                          | 73    |       |
| 29. Januar | Arthur Quenzer                 | US-amerikanischer Liedtexter                                                                                    | 80    |       |
| 29. Januar | Édouard Souberbielle           | französischer Organist und Musikpädagoge                                                                        | 86    |       |
| 29. Januar | Ulrich Tuchel                  | deutscher Ingenieur und Unternehmer                                                                             | 81    |       |
| 30. Januar | Joachim Daerr                  | deutscher Landschaftsmaler, Graphiker und Kunsterzieher                                                         | 76    |       |
| 30. Januar | Iwan Dmitrijewitsch Papanin    | sowjetischer Polarforscher                                                                                      | 91    |       |
| 30. Januar | Gusztáv Sebes                  | ungarischer Fußballspieler und Fußballtrainer der „Goldenen Elf“                                                | 79    |       |
| 30. Januar | Willi Seifert                  | deutscher politischer KZ-Häftling, Widerstandskämpfer gegen das NS-Regime und General der Volkspolizei          | 70    |       |
| 30. Januar | Jakob Trapp                    | deutscher Komponist und Musikpädagoge                                                                           | 90    |       |
| 31. Januar | Philip Jessup                  | US-amerikanischer Jurist und Richter am Internationalen Gerichtshof                                             | 89    |       |
| 31. Januar | Boris Smolar                   | US-amerikanischer Journalist                                                                                    | 88    |       |
| 31. Januar | Moderato Wisintainer           | brasilianischer Fußballspieler                                                                                  | 83    |       |
| Januar     | Potlako Leballo                | lesothischer und südafrikanischer Politiker                                                                     | 61    |       |
| Januar     | Erdewan Zaxoyî                 | kurdischer Komponist, Sänger und Musiker                                                                        |       |       |

## Februar
| Tag         | Name                                | Beruf, bekannt als                                                                                              | Alter | Beleg |
| ----------- | ----------------------------------- | --- | ----- | ----- |
| 1. Februar  | Dick James                          | britischer Musikverleger                                                                                        | 65    |       |
| 1. Februar  | Max Kröckel                         | deutscher Skisportler in den nordischen Skidisziplinen                                                          | 84    |       |
| 1. Februar  | Alva Myrdal                         | schwedische Soziologin, Politikerin, Mitglied des Riksdag und Friedensnobelpreisträgerin                        | 84    |       |
| 1. Februar  | Carl Spannagel                      | deutscher Komponist, Bratschist und Musikpädagoge                                                               | 88    |       |
| 2. Februar  | Jean Dumur                          | Schweizer Journalist                                                                                            | 56    |       |
| 2. Februar  | Gino Hernandez                      | US-amerikanischer Wrestler                                                                                      | 28    |       |
| 2. Februar  | Richard LaPiere                     | US-amerikanischer Soziologe                                                                                     | 86    |       |
| 2. Februar  | August Peukert                      | deutscher Maler und Glaskünstler                                                                                | 73    |       |
| 2. Februar  | Walter Ritter                       | österreichischer Bildhauer                                                                                      | 80    |       |
| 2. Februar  | Ulisses Acosta Romero               | venezolanischer Geiger, Komponist, Arrangeur und Dirigent                                                       | 74    |       |
| 2. Februar  | Josef Vytiska                       | österreichischer Architekt und Designer                                                                         | 80    |       |
| 3. Februar  | Gustave Gosselin                    | belgischer Automobilrennfahrer                                                                                  | 58    |       |
| 3. Februar  | Robert Propf                        | deutscher Bildhauer                                                                                             | 75    |       |
| 3. Februar  | Alfred Vohrer                       | deutscher Filmregisseur und Drehbuchautor                                                                       | 71    |       |
| 4. Februar  | Phyllis Shand Allfrey               | dominicanische Politikerin und Schriftstellerin                                                                 | 77    |       |
| 4. Februar  | Pierre Clause                       | französischer Automobilrennfahrer                                                                               | 83    |       |
| 4. Februar  | Jānis Kalnbērziņš                   | lettischer kommunistischer Politiker                                                                            | 92    |       |
| 4. Februar  | Branko Pešić                        | jugoslawischer Politiker                                                                                        | 63    |       |
| 4. Februar  | Arthur Schröder                     | deutscher Schauspieler                                                                                          | 93    |       |
| 5. Februar  | Antonio Fustella                    | italienischer Geistlicher                                                                                       | 73    |       |
| 5. Februar  | Werner Helbig                       | deutscher Politiker (FDP), MdL                                                                                  | 63    |       |
| 5. Februar  | Irma Lang-Scheer                    | deutsche akademische Malerin und Künstlerin                                                                     | 84    |       |
| 5. Februar  | Albert Wolf                         | deutscher Politiker (CDU, SPD), MdB                                                                             | 69    |       |
| 6. Februar  | Franz Fischer                       | deutscher Politiker (KPD/SED)                                                                                   | 82    |       |
| 6. Februar  | Ray Moyer                           | US-amerikanischer Szenenbildner                                                                                 | 87    |       |
| 6. Februar  | Günter Schöne                       | deutscher Dramaturg, Theaterwissenschaftler und Museumsdirektor                                                 | 81    |       |
| 6. Februar  | Marie Speiser                       | Schweizer Pfarrerin                                                                                             | 84    |       |
| 6. Februar  | Minoru Yamasaki                     | US-amerikanischer Architekt                                                                                     | 73    |       |
| 7. Februar  | Harris Ellsworth                    | US-amerikanischer Politiker                                                                                     | 86    |       |
| 7. Februar  | Martin Markgraf                     | deutscher Parteifunktionär (SED) und DDR-Wirtschaftsmanager                                                     | 78    |       |
| 7. Februar  | Karl Ludwig Radenbach               | deutscher Mediziner (Pneumologe)                                                                                | 67    |       |
| 7. Februar  | Leslie Southwood                    | britischer Ruderer                                                                                              | 80    |       |
| 8. Februar  | Jisrael Galili                      | israelischer Politiker                                                                                          | 74    |       |
| 8. Februar  | Robert Gebhardt                     | deutscher Fußballspieler und -trainer                                                                           | 65    |       |
| 8. Februar  | Ishizuka Tomoji                     | japanischer Schriftsteller                                                                                      | 79    |       |
| 8. Februar  | Rudolf Klein                        | deutscher Ingenieur, Professor für Eisenbahn- und Straßenwesen                                                  | 77    |       |
| 8. Februar  | Jutta Rosenow                       | deutsche Badmintonspielerin                                                                                     | 28    |       |
| 8. Februar  | Bogusław Widawski                   | polnischer Fußballspieler                                                                                       | 51    |       |
| 9. Februar  | Grete Kmentt-Montandon              | österreichische Malerin und Grafikerin                                                                          | 92    |       |
| 9. Februar  | Tauno Kovanen                       | finnischer Ringer                                                                                               | 68    |       |
| 9. Februar  | Lilo Martin                         | deutsche Komponistin                                                                                            | 77    |       |
| 9. Februar  | Thereza de Marzo                    | brasilianische Pilotin                                                                                          | 82    |       |
| 9. Februar  | Henry William Menard                | US-amerikanischer Geologe                                                                                       | 65    |       |
| 9. Februar  | Arno Voigt                          | deutscher kommunistischer Parteifunktionär und Politiker                                                        | 90    |       |
| 9. Februar  | Camill Wurz                         | deutscher Politiker (CDU), MdL                                                                                  | 80    |       |
| 10. Februar | Brian Aherne                        | britischer Schauspieler                                                                                         | 83    |       |
| 10. Februar | Paolo Cavallina                     | italienischer Journalist und Filmregisseur                                                                      | 70    |       |
| 10. Februar | James Dillon                        | irischer Politiker                                                                                              | 83    |       |
| 10. Februar | Paul Goacher                        | US-amerikanischer Automobilrennfahrer                                                                           | 68    |       |
| 10. Februar | Ludolf Herrmann                     | deutscher Journalist und Chefredakteur                                                                          | 49    |       |
| 10. Februar | Alfons Kist                         | deutscher Volkswirt, Verwaltungsbeamter und Politiker (CDU)                                                     | 72    |       |
| 10. Februar | Salvador Mota                       | mexikanischer Fußballtorwart                                                                                    | 63    |       |
| 11. Februar | Kenower W. Bash                     | US-amerikanisch-schweizerischer Psychologe, Psychiater und Psychoanalytiker                                     | 72    |       |
| 11. Februar | Frank Herbert                       | US-amerikanischer Science-Fiction- und Fantasy-Autor                                                            | 65    |       |
| 12. Februar | Pasquale Festa Campanile            | italienischer Filmregisseur und Schriftsteller                                                                  | 58    |       |
| 12. Februar | Wilhelm Hirte                       | deutscher Jurist                                                                                                | 80    |       |
| 12. Februar | Wilhelm Krampe                      | deutscher Politiker (CDU), MdL, MdB                                                                             | 60    |       |
| 12. Februar | Hedwig Lohß                         | deutsche Schriftstellerin                                                                                       | 93    |       |
| 12. Februar | Jelena Petrowna Skuin               | russische Künstlerin                                                                                            | 77    |       |
| 12. Februar | Clifford Stine                      | US-amerikanischer Kameramann                                                                                    | 79    |       |
| 13. Februar | Luigi De Manincor                   | italienischer Segler und Bootsbauer                                                                             | 75    |       |
| 13. Februar | John L. Throckmorton                | US-amerikanischer General                                                                                       | 72    |       |
| 14. Februar | Edmund Rubbra                       | englischer Komponist und Pianist                                                                                | 84    |       |
| 15. Februar | Arthur Breycha-Vauthier             | österreichischer Diplomat                                                                                       | 82    |       |
| 15. Februar | Martha Chwalek                      | deutsche Gewerkschafterin                                                                                       | 86    |       |
| 15. Februar | Hans Erdmann                        | deutscher Pädagoge, Musikwissenschaftler und Philologe                                                          | 75    |       |
| 15. Februar | August Fischer                      | deutscher Kommunalpolitiker, Bürgermeister von Kempten                                                          | 84    |       |
| 15. Februar | Ernst Haensli                       | Schweizer Jesuit                                                                                                | 73    |       |
| 15. Februar | Ernst Henze                         | deutscher Mathematiker und Hochschullehrer                                                                      | 58    |       |
| 15. Februar | Erik Olson                          | schwedischer Maler                                                                                              | 84    |       |
| 15. Februar | Crawford F. Parker                  | US-amerikanischer Politiker                                                                                     | 79    |       |
| 15. Februar | John Richbourg                      | US-amerikanischer Radiomoderator, Musikproduzent und -manager                                                   | 75    |       |
| 15. Februar | Zachariah Shuster                   | US-amerikanischer Funktionär des American Jewish Committee                                                      | 83    |       |
| 16. Februar | Wiley T. Buchanan                   | US-amerikanischer Diplomat                                                                                      | 72    |       |
| 16. Februar | Howard Da Silva                     | US-amerikanischer Schauspieler                                                                                  | 76    |       |
| 16. Februar | Maurice Demierre                    | Schweizer Entwicklungshelfer                                                                                    | 28    |       |
| 16. Februar | Anton Hilbert                       | deutscher Politiker (CDU), MdL, MdB                                                                             | 87    |       |
| 16. Februar | Helmut Kracke                       | deutscher Versicherungsmathematiker                                                                             | 85    |       |
| 16. Februar | Wilhelm Nolting-Hauff               | deutscher Politiker (FDP), Bremer Senator                                                                       | 83    |       |
| 16. Februar | Hermon Phillips                     | US-amerikanischer Leichtathlet                                                                                  | 82    |       |
| 17. Februar | Marcel Beck                         | Schweizer Historiker                                                                                            | 77    |       |
| 17. Februar | Rolf Bossert                        | rumänischer Schriftsteller, Journalist, Lehrer und Lektor                                                       | 33    |       |
| 17. Februar | Kikuko Kanai                        | japanische Komponistin                                                                                          | 74    |       |
| 17. Februar | Jiddu Krishnamurti                  | spiritueller Lehrer indisch-brahmanischer Herkunft                                                              | 90    |       |
| 17. Februar | Karl Meister                        | deutscher Komponist, Dirigent und Musikerzieher                                                                 | 82    |       |
| 17. Februar | Red Ruffing                         | US-amerikanischer Baseballspieler                                                                               | 81    |       |
| 17. Februar | Paul Stewart                        | US-amerikanischer Schauspieler                                                                                  | 77    |       |
| 17. Februar | Franz Traunfellner                  | österreichischer Maler und Grafiker                                                                             | 72    |       |
| 17. Februar | Emil Vodder                         | dänischer Biologe, Philologe und Physiotherapeut                                                                | 89    |       |
| 18. Februar | Charles Henry Behre                 | US-amerikanischer Geologe                                                                                       | 89    |       |
| 18. Februar | Stana Đurić-Klajn                   | jugoslawische Musikwissenschaftlerin und Pianistin                                                              | 80    |       |
| 18. Februar | Rudolf Habetin                      | deutscher Schriftsteller                                                                                        | 83    |       |
| 18. Februar | Heinrich Kloppenburg                | deutscher evangelisch-lutherischer Theologe                                                                     | 82    |       |
| 18. Februar | Vilmos Kohut                        | ungarischer Fußballspieler                                                                                      | 79    |       |
| 18. Februar | Karl Rüter                          | deutscher Maler                                                                                                 | 83    |       |
| 18. Februar | Václav Smetáček                     | tschechischer Dirigent, Komponist und Oboist                                                                    | 79    |       |
| 18. Februar | Otto Wittmann                       | deutscher Geologe und Gymnasiallehrer                                                                           | 78    |       |
| 18. Februar | Tezer Özlü                          | deutsch-türkische Schauspielerin                                                                                |       |       |
| 19. Februar | Adolfo Celi                         | italienischer Schauspieler und Regisseur                                                                        | 63    |       |
| 19. Februar | James Eastland                      | US-amerikanischer Politiker                                                                                     | 81    |       |
| 19. Februar | André Leroi-Gourhan                 | französischer Archäologe, Paläontologe, Paläoanthropologe und Anthropologe                                      | 74    |       |
| 19. Februar | Hans Münstermann                    | deutscher Ökonom                                                                                                | 86    |       |
| 19. Februar | Humberto Roa                        | chilenischer Fußballspieler                                                                                     | 73    |       |
| 19. Februar | Barry Seal                          | US-amerikanischer Geheimdienstler (CIA) und Drogenschmuggler                                                    | 46    |       |
| 19. Februar | John Thibaut                        | US-amerikanischer Psychologe und Professor                                                                      | 68    |       |
| 19. Februar | Dorothea Wieck                      | deutsche Theater- und Filmschauspielerin                                                                        | 78    |       |
| 20. Februar | Bror Carlsson                       | schwedischer Fußballspieler                                                                                     |       |       |
| 20. Februar | Hans Geiger                         | deutscher Gewerkschafter und Politiker (SPD), MdL, MdB                                                          | 73    |       |
| 20. Februar | Jacques Gergaud                     | französischer Automobilrennfahrer                                                                               | 80    |       |
| 20. Februar | Franz Gratzer                       | österreichischer Politiker und Landwirt                                                                         | 79    |       |
| 20. Februar | Hans Marschall                      | deutscher Kernphysiker                                                                                          | 72    |       |
| 20. Februar | Albert Schneider                    | kanadischer Boxer                                                                                               | 88    |       |
| 21. Februar | Heinz Braun                         | deutscher Maler und Schauspieler                                                                                | 48    |       |
| 21. Februar | Victor Canning                      | britischer Schriftsteller                                                                                       | 74    |       |
| 21. Februar | Miles Clifford                      | britischer Kolonialadministrator                                                                                | 89    |       |
| 21. Februar | Albert Ernst                        | Offizier der Wehrmacht                                                                                          | 73    |       |
| 21. Februar | Eckhard Hess                        | US-amerikanischer Psychologe und Ethologe                                                                       | 69    |       |
| 21. Februar | Ibrahim Issa                        | nigrischer Schriftsteller, Journalist und Manager                                                               |       |       |
| 21. Februar | Izumi Shigechiyo                    | japanischer Arbeiter; angeblich ältester Mann (nicht nachweislich)                                              |       |       |
| 21. Februar | Jean-Paul Janssen                   | französischer Kameramann und Dokumentarfilmer                                                                   | 45    |       |
| 21. Februar | Bernhard Temming                    | deutscher Schriftsetzer, Drucker und Grafiker                                                                   | 83    |       |
| 21. Februar | Ahmet Refik Yılmaz                  | türkischer General                                                                                              |       |       |
| 22. Februar | Tom Bradshaw                        | schottischer Fußballspieler                                                                                     | 82    |       |
| 22. Februar | Claude Hettier de Boislambert       | französischer Widerstandskämpfer, Militärgouverneur im Rheinland und Rheinland-Pfalz, Politiker, Mitglied de... | 79    |       |
| 22. Februar | Herbert Küster                      | deutscher Komponist                                                                                             | 76    |       |
| 22. Februar | Theodor Prager                      | österreichischer Ökonom und Journalist                                                                          | 68    |       |
| 22. Februar | Kurt von Unruh                      | deutscher Maler                                                                                                 | 91    |       |
| 23. Februar | Joachim Dammer                      | deutscher Maler und Graphiker                                                                                   | 72    |       |
| 23. Februar | Arthur Hugo Göpfert                 | deutscher Politiker (NSDAP)                                                                                     | 83    |       |
| 23. Februar | Otto Albrecht Isbert                | deutscher Yogalehrer und Yogaschriftsteller                                                                     | 84    |       |
| 23. Februar | Ernst Neufert                       | deutscher Architekt, Bauhauslehrer, Autor der Bauentwurfslehre                                                  | 85    |       |
| 23. Februar | Mart Stam                           | niederländischer Architekt und Designer                                                                         | 86    |       |
| 23. Februar | Nino Taranto                        | italienischer Schauspieler, Komiker und Sänger                                                                  | 78    |       |
| 24. Februar | Rukmini Devi Arundale               | indische Tänzerin, Politikerin und Theosoph                                                                     | 81    |       |
| 24. Februar | David Ballantyne                    | neuseeländischer Schriftsteller und Journalist                                                                  | 61    |       |
| 24. Februar | Tommy Douglas                       | kanadischer Politiker                                                                                           | 81    |       |
| 24. Februar | Harold L. George                    | US-amerikanischer Luftwaffengeneral                                                                             | 92    |       |
| 24. Februar | Bill Hickman                        | US-amerikanischer Schauspieler und Stuntfahrer                                                                  | 65    |       |
| 24. Februar | Fujiwara Iwaichi                    | japanischer General, Generalleutnant der japanischen Bodenselbstverteidigungsstreitkräfte                       | 77    |       |
| 24. Februar | Herbert Junghanns                   | deutscher Chirurg                                                                                               | 83    |       |
| 24. Februar | Alain Lachèze                       | französischer Fußballspieler                                                                                    | 57    |       |
| 24. Februar | Maurice Piron                       | belgischer Romanist und Wallonist                                                                               | 71    |       |
| 24. Februar | Arthur Rydstrøm                     | norwegischer Turner                                                                                             | 90    |       |
| 25. Februar | Martin J. Buerger                   | US-amerikanischer Kristallograph                                                                                | 82    |       |
| 25. Februar | Tommy Freeman                       | US-amerikanischer Boxer im Weltergewicht und sowohl universeller als auch NBA-Weltmeister                       | 82    |       |
| 25. Februar | Alois Karisch                       | österreichischer Politiker (Landbundes, CW, ÖVP), Landtagsabgeordneter                                          | 84    |       |
| 25. Februar | Anna Klapheck                       | deutsche Kunsthistorikerin, Kunstkritikerin und Professorin für Kunstgeschichte                                 | 86    |       |
| 25. Februar | Otto Kraemer                        | deutscher Ingenieur und Hochschullehrer                                                                         | 85    |       |
| 25. Februar | Kurt Schiffler                      | deutscher Ingenieur, Erfinder und Unternehmer                                                                   | 89    |       |
| 25. Februar | Mark Sorkin                         | russisch-US-amerikanischer Filmeditor und Filmregisseur                                                         | 83    |       |
| 25. Februar | Tu Tsung-ming                       | taiwanischer Mediziner                                                                                          | 92    |       |
| 26. Februar | Amalia Fleming                      | griechische Widerstandskämpferin, Politikerin und Ärztin                                                        | 73    |       |
| 26. Februar | Walter Goldschmidt                  | österreichischer Kapellmeister und Komponist                                                                    | 68    |       |
| 26. Februar | Wolfgang Hedler                     | deutscher Politiker (DP), MdB                                                                                   | 86    |       |
| 26. Februar | Georgine von Milinkovic             | deutsche Opernsängerin                                                                                          | 72    |       |
| 26. Februar | Wolfgang A. Mommsen                 | deutscher Historiker und Archivar                                                                               | 78    |       |
| 26. Februar | Ljudmila Wladimirowna Rudenko       | sowjetische Schachspielerin                                                                                     | 81    |       |
| 26. Februar | Karel Vlach                         | tschechischer Bandleader                                                                                        | 74    |       |
| 27. Februar | Etienne Bach                        | französischer Pfarrer                                                                                           | 93    |       |
| 27. Februar | Gholam Hossein Banan                | iranischer Musiker und Sänger                                                                                   | 74    |       |
| 27. Februar | Gedeon Barcza                       | ungarischer Schachmeister                                                                                       | 74    |       |
| 27. Februar | Otto Gillen                         | deutscher Kunsthistoriker, Journalist, Theaterkritiker, Essayist und Lyriker                                    | 86    |       |
| 27. Februar | Ludwig Haller-Rechtern              | deutscher Maler und Zeichner                                                                                    | 82    |       |
| 27. Februar | Arthur Heina                        | deutscher Schwimmer                                                                                             | 71    |       |
| 27. Februar | Jacques Plante                      | kanadischer Eishockeyspieler                                                                                    | 57    |       |
| 27. Februar | Aimé Trantoul                       | französischer Radrennfahrer                                                                                     | 77    |       |
| 28. Februar | Robbie Basho                        | US-amerikanischer Fingerstyle-Gitarrist, Pianist und Sänger                                                     | 45    |       |
| 28. Februar | Michel Brusseaux                    | französischer Fußballspieler                                                                                    | 72    |       |
| 28. Februar | Walter Bullert                      | deutscher Maler, Grafiker und Bildhauer                                                                         | 90    |       |
| 28. Februar | Edith Ditmas                        | britische Dokumentarin, Historikerin und Schriftstellerin                                                       |       |       |
| 28. Februar | William Dollar                      | US-amerikanischer Balletttänzer, Ballettmeister und Choreograph                                                 | 78    |       |
| 28. Februar | Robert Lebel                        | französischer Literaturkritiker und Autor                                                                       | 82    |       |
| 28. Februar | Erna Lincke                         | deutsche Künstlerin                                                                                             | 86    |       |
| 28. Februar | Frederick John Norton               | britischer Bibliothekar, Romanist und Hispanist                                                                 |       |       |
| 28. Februar | Olof Palme                          | schwedischer sozialdemokratischer Politiker, Mitglied des Riksdag, Ministerpräsident                            | 59    |       |
| Februar     | Johnny De Droit                     | US-amerikanischer Jazz-Kornettist                                                                               | 93    |       |
| Februar     | Calvin Hoffman                      | US-amerikanischer Journalist, Presse-Agent und Schriftsteller                                                   |       |       |
| Februar     | Francisco Mignone                   | brasilianischer Komponist                                                                                       | 88    |       |
| Februar     | Nikolai Alexandrowitsch Natschinkin | sowjetischer Generaloberst                                                                                      | 78    |       |
| Februar     | Lambert Redd                        | US-amerikanischer Weit- und Dreispringer                                                                        |       |       |

## März
| Tag      | Name                          | Beruf, bekannt als                                                                                    | Alter | Beleg |
| -------- | ----------------------------- | --- | ----- | ----- |
| 1. März  | Daisy Bacon                   | US-amerikanische Redakteurin                                                                          | 87    |       |
| 1. März  | Wolfgang Binder               | deutscher Literaturwissenschaftler                                                                    | 69    |       |
| 1. März  | Cahir Davitt                  | irischer Richter                                                                                      | 91    |       |
| 1. März  | Desmond Dickinson             | britischer Kameramann und Regisseur                                                                   | 83    |       |
| 1. März  | Tommy Farr                    | britischer Boxer                                                                                      | 72    |       |
| 1. März  | Bloke Modisane                | südafrikanischer Journalist                                                                           | 62    |       |
| 1. März  | Hans Pilhs                    | österreichischer Maler des Expressionismus                                                            | 82    |       |
| 1. März  | Wolfgang Schreckenbach        | deutscher Schriftsteller                                                                              | 81    |       |
| 1. März  | Hans Wastl                    | österreichischer Tischler und Politiker (SPÖ), Abgeordneter zum Nationalrat, Mitglied des Bundesrates | 69    |       |
| 01. März | Luigi Zucchini                | italienisch-US-amerikanischer Eishockeyspieler                                                        | 70    |       |
| 2. März  | Maria Loersch                 | deutsche Politikerin (KPD)                                                                            | 85    |       |
| 2. März  | Hildegard Schnell             | deutsche Politikerin (CDU), MdL                                                                       | 77    |       |
| 2. März  | Hildegard Wais                | österreichische Lyrikerin                                                                             | 77    |       |
| 3. März  | Peter Capell                  | deutscher Synchronsprecher und Schauspieler                                                           | 73    |       |
| 3. März  | Léonard Daghelinckx           | belgischer Bahnradsportler                                                                            | 85    |       |
| 3. März  | Charles A. Halleck            | US-amerikanischer Politiker                                                                           | 85    |       |
| 3. März  | Franz Rosenberger             | österreichischer Politiker (SPÖ), Landtagsabgeordneter, Mitglied des Bundesrates                      | 57    |       |
| 4. März  | Carin Braun                   | deutsche Theater- und Filmschauspielerin sowie Regisseurin                                            | 45    |       |
| 4. März  | Ding Ling                     | chinesische Schriftstellerin                                                                          | 81    |       |
| 4. März  | Erwin Fussenegger             | österreichischer General                                                                              | 77    |       |
| 4. März  | Hans Gillesberger             | österreichischer Chorleiter                                                                           | 76    |       |
| 4. März  | Howard Greenfield             | US-amerikanischer Textdichter und Songschreiber                                                       | 49    |       |
| 4. März  | Ernst König                   | deutscher Offizier, zuletzt Generalmajor im Zweiten Weltkrieg                                         | 77    |       |
| 4. März  | Albert Lester Lehninger       | US-amerikanischer Biochemiker                                                                         | 69    |       |
| 4. März  | Richard Manuel                | kanadischer Komponist, Sänger und Multiinstrumentalist                                                | 42    |       |
| 4. März  | Josef Strnadel                | tschechischer Schriftsteller, Übersetzer und Literaturtheoretiker                                     | 74    |       |
| 4. März  | Henry Knute Svenson           | US-amerikanischer Botaniker                                                                           |       |       |
| 5. März  | Franciska Clausen             | deutsch-dänische Malerin                                                                              | 87    |       |
| 5. März  | Josef Hofstetter              | Schweizer Politiker (FDP)                                                                             | 77    |       |
| 5. März  | Willy Kressmann               | deutscher Politiker (SPD), MdA                                                                        | 78    |       |
| 5. März  | George Nelson                 | US-amerikanischer Designer und Architekt                                                              | 77    |       |
| 5. März  | Oleg Konstantinowitsch Serow  | sowjetischer Skispringer                                                                              | 22    |       |
| 5. März  | Helmut Thielicke              | deutscher Theologe                                                                                    | 77    |       |
| 5. März  | Veikko Ruotsalainen           | finnischer Skisportler                                                                                | 77    |       |
| 6. März  | Adolph Caesar                 | US-amerikanischer Film- und Theaterschauspieler                                                       | 52    |       |
| 6. März  | Wolfgang Foges                | österreichisch-britischer Verleger                                                                    | 76    |       |
| 6. März  | Weldon Kilburn                | kanadischer Pianist, Organist und Musikpädagoge                                                       | 79    |       |
| 6. März  | Georgia O’Keeffe              | US-amerikanische Malerin                                                                              | 98    |       |
| 6. März  | Vahram Papazyan               | osmanischer Olympia-Mittelstreckenläufer                                                              | 93    |       |
| 6. März  | István Pelle                  | ungarischer Turner                                                                                    | 78    |       |
| 6. März  | Cläre Schimmel                | deutsche Hörspielregisseurin                                                                          | 84    |       |
| 6. März  | Andor Weininger               | ungarischer Architekt                                                                                 | 87    |       |
| 7. März  | Emma Baron                    | italienische Schauspielerin                                                                           | 81    |       |
| 7. März  | Robert Howland                | britischer Kugelstoßer                                                                                | 80    |       |
| 7. März  | Jacob K. Javits               | US-amerikanischer Politiker                                                                           | 81    |       |
| 7. März  | Maria Lutz-Gantenbein         | Schweizer Lyrikerin                                                                                   | 83    |       |
| 7. März  | Joachim Müller                | deutscher Germanist                                                                                   | 79    |       |
| 7. März  | Giacomo di Segni              | italienischer Boxer und Filmdarsteller                                                                | 66    |       |
| 7. März  | Franz-Josef Wuermeling        | deutscher Politiker (CDU), MdL, MdB                                                                   | 85    |       |
| 8. März  | Franz Bauer                   | deutscher Schulpolitiker, Pädagoge und Schriftsteller                                                 | 75    |       |
| 8. März  | Victor Borghi                 | Schweizer Skilangläufer                                                                               | 73    |       |
| 8. März  | Hubert Fichte                 | deutscher Schriftsteller                                                                              | 50    |       |
| 8. März  | Helmut Gätje                  | deutscher Hochschullehrer, Professor für Orientalistik an der Universität des Saarlandes              | 58    |       |
| 08. März | Ally Kay                      | deutsch-österreichische Stummfilmschauspielerin und Filmproduzentin                                   | 91    |       |
| 8. März  | Hans Knecht                   | Schweizer Radsportler                                                                                 | 72    |       |
| 8. März  | Moses Mabhida                 | südafrikanischer Gewerkschaftsführer und Politiker                                                    | 62    |       |
| 8. März  | Kersti Merilaas               | estnische Schriftstellerin                                                                            | 72    |       |
| 8. März  | Walther Simmer                | österreichischer Ingenieur und Erfinder des Simmerrings                                               | 97    |       |
| 9. März  | Blanche Aubry                 | Schweizer Kammerschauspielerin                                                                        | 65    |       |
| 9. März  | Walter Bader                  | deutscher Archäologe, Denkmalschützer und Professor in Bonn                                           | 84    |       |
| 9. März  | Felix Buttersack              | deutscher Journalist                                                                                  | 85    |       |
| 9. März  | Bruno Lettow                  | deutscher SS-Sturmbannführer und Regierungsrat                                                        | 76    |       |
| 9. März  | Ignác Molnár                  | ungarischer Fußballspieler und -trainer                                                               | 84    |       |
| 9. März  | Robert Otto                   | deutscher Architekt                                                                                   | 83    |       |
| 10. März | Walter Blankenburg            | deutscher evangelischer Geistlicher, Musikwissenschaftler und Bachforscher                            | 82    |       |
| 10. März | Latham Castle                 | US-amerikanischer Jurist und Politiker                                                                | 86    |       |
| 10. März | Heinz Emmerich                | deutscher Fußballspieler                                                                              | 78    |       |
| 10. März | Teófilo Ibáñez                | argentinischer Tangosänger und -komponist                                                             | 78    |       |
| 10. März | Franz Karasek                 | österreichischer Politiker (ÖVP), Abgeordneter zum Nationalrat                                        | 61    |       |
| 10. März | Ray Milland                   | britischer Film- und Fernsehschauspieler                                                              | 79    |       |
| 10. März | Emerson Norton                | US-amerikanischer Leichtathlet                                                                        | 85    |       |
| 10. März | Walther Schumann              | deutscher Verwaltungsjurist                                                                           | 82    |       |
| 10. März | Rudolf Schwaiger              | österreichischer Politiker (ÖVP), Landtagsabgeordneter, Mitglied des Bundesrates                      | 65    |       |
| 11. März | Willy Colberg                 | deutscher Maler, Grafiker und Bootsbauer                                                              | 79    |       |
| 11. März | Heinrich Lützenkirchen        | deutscher Politiker (CDU), Oberbürgermeister der Stadt Leverkusen (1961–1964)                         | 76    |       |
| 11. März | Nils Montan                   | schwedischer Diplomat                                                                                 | 69    |       |
| 11. März | Giuseppe Moruzzi              | italienischer Neurophysiologe                                                                         | 75    |       |
| 11. März | Herbert Runge                 | deutscher Boxer                                                                                       | 73    |       |
| 11. März | Heinz Eberhard Strüning       | deutscher Maler, Grafiker und Pastellzeichner                                                         | 89    |       |
| 11. März | Sonny Terry                   | US-amerikanischer Bluessänger und Mundharmonikaspieler                                                | 74    |       |
| 11. März | Auguste Wambst                | französischer Radrennfahrer                                                                           | 86    |       |
| 12. März | Alban Gerster                 | Schweizer Architekt und Archäologe                                                                    | 87    |       |
| 12. März | Julius Habermeier             | deutscher Politiker (FDP/DVP), MdL                                                                    | 80    |       |
| 12. März | Elisabeth Josephi             | deutsche Schriftstellerin                                                                             | 97    |       |
| 12. März | Hellmut Kasel                 | deutscher Architekt und Eisenbahn-Baubeamter                                                          | 79    |       |
| 12. März | Fridtjof Paumgarten           | österreichischer Skisportler                                                                          | 83    |       |
| 13. März | Lis Bertram-Ehmsen            | deutsche Malerin und Grafikerin                                                                       | 88    |       |
| 13. März | Eugen Gerstenmaier            | evangelischer Theologe, Widerstandskämpfer und Politiker (CDU), MdB, MdEP                             | 79    |       |
| 13. März | Paul Görlich                  | deutscher Physiker                                                                                    | 80    |       |
| 13. März | George M. A. Hanfmann         | US-amerikanischer klassischer Archäologe russischer Herkunft                                          | 74    |       |
| 13. März | Heinrich Oberdiek             | deutscher Sanitätsoffizier, Inspekteur des Sanitätsdienstes der Bundeswehr                            | 86    |       |
| 13. März | Felix Scheffler               | deutscher Admiral der Volksmarine und Politiker (DBD), MdV                                            | 71    |       |
| 13. März | Walter Weidauer               | deutscher Politiker (KPD, SED), MdR, MdV, Oberbürgermeister der Stadt Dresden                         | 86    |       |
| 14. März | Benno Ammann                  | Schweizer Dirigent und Komponist                                                                      | 81    |       |
| 14. März | Edith Atwater                 | US-amerikanische Schauspielerin                                                                       | 74    |       |
| 14. März | James Vincent Casey           | US-amerikanischer Geistlicher, Erzbischof von Denver                                                  | 71    |       |
| 14. März | Francesco Cognasso            | italienischer Historiker                                                                              | 99    |       |
| 14. März | Robert Courrier               | französischer Biologe und Mediziner                                                                   | 90    |       |
| 14. März | John Fulton, Baron Fulton     | britischer Politiker                                                                                  | 83    |       |
| 14. März | Isot Kilian                   | deutsche Schauspielerin                                                                               | 61    |       |
| 14. März | Paul Rinkowski                | deutscher Liegeradpionier                                                                             | 70    |       |
| 14. März | Erik Rooth                    | schwedischer Germanist                                                                                | 96    |       |
| 15. März | Irina Asmus                   | sowjetische Schauspielerin und Zirkusdarstellerin                                                     | 44    |       |
| 15. März | Raymond Philip Etteldorf      | US-amerikanischer Geistlicher, Kurienerzbischof der römisch-katholischen Kirche                       | 74    |       |
| 15. März | Wilhelm Kleff                 | deutscher römisch-katholischer Geistlicher                                                            | 80    |       |
| 15. März | Miguel Darío Miranda y Gómez  | mexikanischer Geistlicher, Kardinal und Erzbischof                                                    | 90    |       |
| 15. März | Lelio Spannocchi              | österreichischer Landesbeamter und Politiker (ÖVP), Abgeordneter zum Nationalrat                      | 74    |       |
| 16. März | Anna Maria Bieganowski        | deutsche Politikerin (DP), MdB                                                                        | 79    |       |
| 16. März | Ernst Guth                    | österreichischer Tischler und Politiker (ÖVP), Abgeordneter zum Nationalrat                           | 93    |       |
| 16. März | Klaus Hilbig                  | deutscher Jugend- und Kulturfunktionär (FDJ)                                                          | 56    |       |
| 16. März | Walter Karwath                | österreichischer Buddhist, Präsident der Österreichischen Buddhistischen Religionsgesellschaft        | 66    |       |
| 16. März | Hans Kloss                    | österreichischer Bankdirektor                                                                         | 80    |       |
| 16. März | Jean Letourneau               | französischer Politiker                                                                               | 78    |       |
| 16. März | Vera Molnar                   | deutsche Schauspielerin                                                                               | 62    |       |
| 16. März | Mihal Prifti                  | albanischer kommunistischer Politiker                                                                 |       |       |
| 16. März | Rudolf Rossmeisl              | deutscher Diplomat und Botschafter                                                                    | 62    |       |
| 16. März | Kurt Sieveking                | deutscher Politiker (CDU)                                                                             | 89    |       |
| 16. März | Julius Wachter                | österreichischer Politiker und Unternehmer                                                            | 86    |       |
| 17. März | Freca-Renate Bortfeldt        | deutsche Schauspielerin                                                                               | 76    |       |
| 17. März | Mieczysław Drobner            | polnischer Komponist, Dirigent, Musikwissenschaftler und -pädagoge                                    | 73    |       |
| 17. März | Else Fröhlich                 | deutsche Kinderbuchautorin                                                                            | 95    |       |
| 17. März | John Bagot Glubb              | britischer Offizier, Militärstratege und Nahostexperte                                                | 88    |       |
| 17. März | Alfred Mallwitz               | deutscher Bauforscher                                                                                 | 66    |       |
| 17. März | Heinz Nixdorf                 | deutscher Firmengründer und Wirtschaftsmanager                                                        | 60    |       |
| 17. März | Nikolaus Simmer               | deutscher Politiker (NSDAP), MdL, Oberbürgermeister von Koblenz (1940–1945)                           | 83    |       |
| 17. März | Gerhard Weber                 | deutscher Architekt und Hochschullehrer                                                               | 76    |       |
| 17. März | Charles Maurice Yonge         | englischer Meeresbiologe                                                                              | 86    |       |
| 18. März | Robert Amy                    | französischer Architekt, Bauforscher und Klassischer Archäologe                                       | 82    |       |
| 18. März | Ludvík Aškenazy               | tschechischer Schriftsteller, Dramatiker und Drehbuchautor                                            | 65    |       |
| 18. März | Roger Gallopin                | Schweizer Jurist beim Internationalen Komitee vom Roten Kreuz                                         | 76    |       |
| 18. März | Helmut Jahn                   | deutscher Fußballspieler                                                                              | 68    |       |
| 18. März | Bernard Malamud               | US-amerikanischer Schriftsteller                                                                      | 71    |       |
| 18. März | Willy Urech                   | Schweizer Politiker (FDP)                                                                             | 73    |       |
| 19. März | Henri Courtemanche            | kanadischer Rechtsanwalt und Politiker                                                                | 69    |       |
| 19. März | Marius Sandberg               | niederländischer Fußballspieler                                                                       | 89    |       |
| 19. März | Nina Selenskaja               | russische bzw. sowjetische Bildhauerin                                                                | 88    |       |
| 19. März | Edmund Stoeckle               | deutscher Politiker (NSDAP), Oberbürgermeister der Stadt Augsburg                                     | 86    |       |
| 19. März | Júlia Székely                 | ungarische Musikerin und Schriftstellerin                                                             | 79    |       |
| 20. März | Necati Akder                  | türkischer politischer Philosoph, Soziologe, Hochschullehrer                                          | 84    |       |
| 20. März | Herbert Bauer                 | deutscher Maler                                                                                       | 50    |       |
| 20. März | Antonio Carrillo Flores       | mexikanischer Politiker                                                                               | 76    |       |
| 20. März | Rudolf Thauer der Ältere      | deutscher Physiologe und Hochschullehrer                                                              | 79    |       |
| 21. März | Horst Fischer                 | deutscher Trompeter                                                                                   | 55    |       |
| 21. März | Jean Gribomont                | belgischer Theologe                                                                                   | 65    |       |
| 21. März | Medardo Lamberti              | italienischer Ruderer                                                                                 | 95    |       |
| 21. März | Herbert Schediwy              | deutscher Politiker (CDU)                                                                             | 70    |       |
| 22. März | Mia Arch                      | österreichische Malerin und Teppichgestalterin                                                        | 90    |       |
| 22. März | Paul Breder                   | deutscher Bergmann und Autor                                                                          | 86    |       |
| 22. März | John W. Bricker               | US-amerikanischer Politiker                                                                           | 92    |       |
| 22. März | Mark Dinning                  | US-amerikanischer Popsänger                                                                           | 52    |       |
| 22. März | Denys Gaith                   | syrischer Erzbischof                                                                                  | 76    |       |
| 22. März | Martin Harlinghausen          | deutscher Offizier                                                                                    | 84    |       |
| 22. März | Jimmy Jones                   | britischer Tennisspieler und Autor                                                                    | 73    |       |
| 22. März | Egon Körner                   | deutscher Architekt                                                                                   | 77    |       |
| 22. März | Horst Rumstedt                | deutscher Kunstmaler, Bildhauer und Dichter                                                           | 65    |       |
| 22. März | Harriette Simpson Arnow       | US-amerikanische Autorin                                                                              | 78    |       |
| 22. März | Michele Sindona               | italienischer Rechtsanwalt und Bankier                                                                | 65    |       |
| 22. März | Charles Starrett              | US-amerikanischer Westerndarsteller                                                                   | 82    |       |
| 22. März | Hellmut Wolff                 | deutscher Astrologe und Mystiker                                                                      | 79    |       |
| 23. März | Moshe Feinstein               | orthodoxer Rabbiner                                                                                   | 91    |       |
| 23. März | Étienne Mattler               | französischer Fußballspieler                                                                          | 80    |       |
| 23. März | Anastassija Platonowna Sujewa | russische Theater- und Filmschauspielerin                                                             | 89    |       |
| 24. März | James Earle Ash               | US-amerikanischer Pathologe sowie Offizier                                                            | 101   |       |
| 24. März | Sarah Cunningham              | US-amerikanische Schauspielerin                                                                       | 67    |       |
| 24. März | Loy W. Henderson              | US-amerikanischer Diplomat                                                                            | 93    |       |
| 24. März | Jo Hanns Küpper               | deutscher Grafiker und Maler                                                                          | 78    |       |
| 24. März | Franz Mariaux                 | deutscher Journalist und Schriftsteller                                                               | 87    |       |
| 24. März | Ernest Rogez                  | französischer Wasserballspieler                                                                       | 78    |       |
| 25. März | Kurt Leo Maschler             | deutscher Verleger                                                                                    | 88    |       |
| 26. März | Chen Yonggui                  | chinesischer Agrarpolitiker                                                                           | 73    |       |
| 26. März | Hara Hiromu                   | japanischer Grafiker                                                                                  | 82    |       |
| 26. März | Heinrich Schäfer              | deutscher SS-Unterscharführer                                                                         | 78    |       |
| 27. März | Harold Harding                | britischer Tunnelbau-Ingenieur                                                                        | 86    |       |
| 27. März | Wilhelm Hoffmann              | deutscher Bibliothekar                                                                                | 84    |       |
| 27. März | Adalbert Hudak                | deutscher Pädagoge und Politiker (CSU), MdB                                                           | 74    |       |
| 27. März | Wilhelm Muhrmann              | deutscher Schriftsteller                                                                              | 79    |       |
| 27. März | Werner J. Müller              | Schweizer Bildhauer, Maler und Architekt                                                              | 86    |       |
| 27. März | Gottfried Pieck               | deutscher Politiker (CDU), MdL                                                                        | 82    |       |
| 27. März | Constantin Stanciu            | rumänischer Fußballspieler                                                                            | 78    |       |
| 28. März | Karl Demetz                   | deutscher Landschafts- und Tiermaler                                                                  | 76    |       |
| 28. März | Howard Ford                   | britischer Zehnkämpfer und Stabhochspringer                                                           | 80    |       |
| 28. März | Eberhard Hesse                | deutscher Politiker (SPD), MdA                                                                        | 74    |       |
| 28. März | Mahsum Korkmaz                | kurdischer PKK-Kämpfer                                                                                |       |       |
| 28. März | Edouard Longerstaey           | belgischer Diplomat                                                                                   | 66    |       |
| 28. März | Fritz Steudtner               | deutscher Architekt                                                                                   | 89    |       |
| 28. März | Gustav Weinkötz               | deutscher Leichtathlet                                                                                | 73    |       |
| 28. März | Friedrich Pruss von Zglinicki | deutscher Künstler, Schriftsteller, Illustrator und Comiczeichner                                     | 90    |       |
| 29. März | Jessie Cross                  | US-amerikanische Sprinterin                                                                           | 76    |       |
| 29. März | Johann Jelinski               | deutscher Politiker (KPD), MdL                                                                        | 88    |       |
| 29. März | Erich Jungmann                | deutscher Politiker (KPD, SED), MdR                                                                   | 78    |       |
| 29. März | Manfred Strößenreuther        | deutscher Sportflieger                                                                                | 38    |       |
| 29. März | Jean van Heijenoort           | französischer Trotzkist und Logik-Historiker                                                          | 73    |       |
| 30. März | Mathilde Beckmann             | deutsche Sängerin und Ehefrau von Max Beckmann                                                        | 82    |       |
| 30. März | Herman A. Blumenthal          | US-amerikanischer Artdirector und Szenenbildner                                                       | 69    |       |
| 30. März | James Cagney                  | US-amerikanischer Filmschauspieler                                                                    | 86    |       |
| 30. März | John Ciardi                   | US-amerikanischer Schriftsteller und Hochschullehrer                                                  | 69    |       |
| 30. März | Norbert Glas                  | österreichischer Arzt und Anthroposoph                                                                | 89    |       |
| 30. März | Milan Munclinger              | tschechischer Flötist, Dirigent, Komponist und Musikwissenschaftler                                   | 62    |       |
| 31. März | Helga Anders                  | österreichische Schauspielerin und Synchronsprecherin                                                 | 38    |       |
| 31. März | Libero Bizzarri               | italienischer Journalist und Dokumentarfilmregisseur                                                  | 59    |       |
| 31. März | Erwin Gaber                   | deutscher Jurist und Präsident der Bundesversicherungsanstalt für Angestellte                         | 82    |       |
| 31. März | Heinrich Heitsch              | deutscher Berufsoffizier der Kasernierten Volkspolizei und der Nationalen Volksarmee der DDR          | 69    |       |
| 31. März | Christopher Lloyd             | britischer Marinehistoriker                                                                           | 79    |       |
| 31. März | Michael Münster               | deutscher Politiker (NSDAP), MdR, MdL                                                                 | 85    |       |
| 31. März | Jerry Paris                   | US-amerikanischer Regisseur und Schauspieler                                                          | 60    |       |
| 31. März | William Passmore              | südafrikanischer Boxer                                                                                | 70    |       |
| 31. März | Paulus Rusch                  | deutscher Geistlicher, Bischof der Diözese Innsbruck                                                  | 82    |       |
| 31. März | Ernst Wendler                 | deutscher Diplomat und Unternehmer                                                                    | 95    |       |
| März     | Oskar Marion                  | österreichischer Schauspieler und Filmproduktionsleiter                                               | 91    |       |